# Paweł Twarkowski

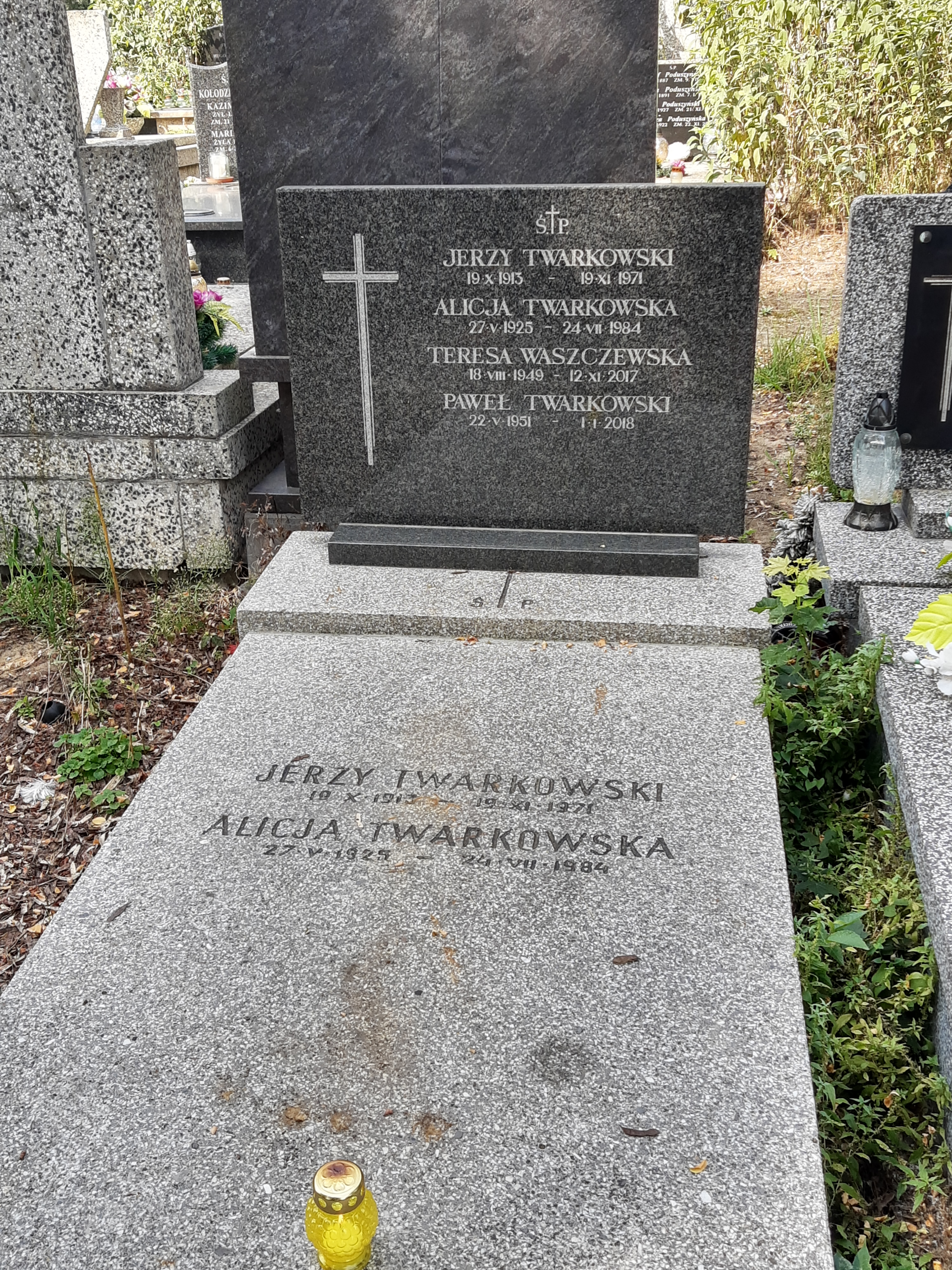
Grób Pawła Twarkowskiego na cmentarzu Bródnowskim

Paweł Twarkowski (ur. 22 maja 1951 w Warszawie, zm. 1 stycznia 2018 tamże) – polski specjalista diagnostyki obrazowej i radiolog, doktor habilitowany nauk medycznych, pułkownik WP w stanie spoczynku.

## Życiorys
Był absolwentem Wojskowej Akademii Medycznej w Łodzi. W 1980 uzyskał specjalizację z zakresu radiodiagnostyki I stopnia, zaś w 1984 specjalizację II stopnia. W 1990 uzyskał stopień doktora nauk medycznych na podstawie rozprawy pt. Wartość diagnostyczno-prognostyczna tomografii komputerowej u chorych na raka płuca, a w 2000 uzyskał habilitację na podstawie rozprawy pt. Znaczenie obrazowania techniką rezonansu magnetycznego w diagnostyce niepłodności kobiecej. Był wieloletnim pracownikiem Wojskowego Instytutu Medycznego w Warszawie, twórcą pracowni rezonansu magnetycznego oraz pracowni radiologii interwencyjnej, a także w latach 1997–2008 kierownikiem Zakładu Radiologii Lekarskiej WIM. Piastował również funkcję prezesa Warszawskiego Oddziału Polskiego Lekarskiego Towarzystwa Radiologicznego. Został pochowany na cmentarzu Bródnowskim w Warszawie (kw. 33I-1-26).